# Jeux mondiaux en salle 1985
Navigation
- 1985
- 1987
- 1989
- 1991
- 1993
- 1995
- 1997
- 1999
- 2001
- 2003
- 2004
- 2006
- 2008
- 2010
- 2012
- 2014
- 2016
- 2018
- 2022
- 2024
- 2025

Les Jeux mondiaux en salle 1985 (IAAF World Indoor Games) sont une compétition d'athlétisme disputée en salle au Palais omnisports de Paris-Bercy à Paris, les 18 et 19 janvier 1985. 322 participants issus de 69 pays ont pris part aux 24 épreuves (13 masculines et 11 féminines). L'épreuve, organisée par l'IAAF, est rebaptisée Championnats du monde d'athlétisme en salle à partir de 1987.

## Résultats

### Hommes
| Épreuves         | Or                                  | Argent                                 | Bronze                             |
| 60 m             | Ben Johnson (CAN) 6 s 62            | Sam Graddy (USA) 6 s 63                | Ronald Desruelles (BEL) 6 s 68     |
| 200 m            | Aleksandr Yevgenyev (URS) 20 s 95   | Ade Mafe (GBR) 20 s 96                 | João da Silva (BRA) 21 s 19        |
| 400 m            | Thomas Schönlebe (GDR) 45 s 60      | Todd Bennett (GBR) 45 s 97             | Mark Rowe (USA) 46 s 31            |
| 800 m            | Colomán Trabado (ESP) 1 min 47 s 42 | Benjamín González (ESP) 1 min 47 s 94  | Ikem Billy (GBR) 1 min 48 s 28     |
| 1 500 m          | Mike Hillardt (AUS) 3 min 40 s 27   | José Luis González (ESP) 3 min 41 s 36 | Joseph Chesire (KEN) 3 min 41 s 38 |
| 3 000 m          | João Campos (POR) 7 min 57 s 63     | Don Clary (USA) 7 min 57 s 78          | Ivan Uvizl (TCH) 7 min 57 s 92     |
| 60 m haies       | Stéphane Caristan (FRA) 7 s 67      | Javier Moracho (ESP) 7 s 69            | Jon Ridgeon (GBR) 7 s 70           |
| Saut en hauteur  | Patrik Sjöberg (SWE) 2,32 m         | Javier Sotomayor (CUB) 2,30 m          | Othmane Belfaa (ALG) 2,27 m        |
| Saut à la perche | Sergueï Bubka (URS) 5,75 m          | Thierry Vigneron (FRA) 5,70 m          | Vasiliy Bubka (URS) 5,60 m         |
| Saut en longueur | Jan Leitner (TCH) 7,96 m            | Gyula Pálóczi (HUN) 7,94 m             | Giovanni Evangelisti (ITA) 7,88 m  |
| Triple saut      | Khristo Markov (BUL) 17,22 m        | Lázaro Betancourt (CUB) 17,15 m        | Lázaro Balcindes (CUB) 16,83 m     |
| Lancer du poids  | Remigius Machura (TCH) 21,22 m      | Udo Beyer (GDR) 21,10 m                | Jānis Bojārs (URS) 19,94 m         |
| 5 000 m marche   | Gérard Lelièvre (FRA) 19 min 6 s 20 | Maurizio Damilano (ITA) 19 min 11 s 41 | Dave Smith (AUS) 19 min 16 s 04    |

### Femmes
| Épreuves         | Or                                    | Argent                               | Bronze                              |
| 60 m             | Silke Gladisch (GDR) 7 s 20           | Heather Oakes (USA) 7 s 21           | Christelle Bulteau (FRA) 7 s 34     |
| 200 m            | Marita Koch (GDR) 23 s 09             | Marie-Christine Cazier (FRA) 23 s 33 | Kim Robertson (NZL) 23 s 69 (NR)    |
| 400 m            | Diane Dixon (USA) 53 s 35             | Regine Berg (BEL) 53 s 81            | Charmaine Crooks (CAN) 54 s 08      |
| 800 m            | Cristeana Cojocaru (ROU) 2 min 4 s 22 | Jane Finch (GBR) 2 min 4 s 71        | Maria Simeanu (ROU) 2 min 5 s 51    |
| 1 500 m          | Elly van Hulst (NED) 4 min 11 s 41    | Fita Lovin (ROU) 4 min 11 s 42       | Brit McRoberts (CAN) 4 min 11 s 83  |
| 3 000 m          | Debbie Scott (CAN) 9 min 4 s 99       | Agnese Possamai (ITA) 9 min 9 s 66   | PattiSue Plumer (USA) 9 min 12 s 12 |
| 60 m haies       | Xénia Siska (HUN) 8 s 03              | Laurence Elloy (FRA) 8 s 08          | Anne Piquereau (FRA) 8 s 10         |
| Saut en hauteur  | Stefka Kostadinova (BUL) 1,97 m       | Susanne Lorentzon (SWE) 1,94 m       | Debbie Brill (CAN) 1,90 m           |
| Saut en hauteur  | Stefka Kostadinova (BUL) 1,97 m       | Susanne Lorentzon (SWE) 1,94 m       | Danuta Bułkowska (POL) 1,90 m       |
| Saut en hauteur  | Stefka Kostadinova (BUL) 1,97 m       | Susanne Lorentzon (SWE) 1,94 m       | Silvia Costa (CUB) 1,90 m           |
| Saut en longueur | Helga Radtke (GDR) 6,88 m             | Tatyana Rodionova (URS) 6,72 m       | Nijolé Medvedeva (URS) 6,44 m       |
| Lancer du poids  | Natalya Lisovskaya (URS) 20,07 m      | Ines Müller (GDR) 19,68 m            | Nunu Abashidze (URS) 18,82 m        |
| 3 000 m marche   | Giuliana Salce (ITA) 12 min 53 s 42   | Yan Hong (CHN) 13 min 6 s 66         | Ann Peel (CAN) 13 min 6 s 97        |

## Tableau des médailles
| Rang | Nation               | Or | Argent | Bronze | Total |
| ---- | -------------------- | -- | ------ | ------ | ----- |
| 1    | Allemagne de l'Ouest | 4  | 2      | 0      | 6     |
| 2    | Union soviétique     | 3  | 1      | 4      | 8     |
| 3    | France               | 2  | 3      | 2      | 7     |
| 4    | Canada               | 2  | 0      | 4      | 6     |
| 5    | Tchécoslovaquie      | 2  | 0      | 1      | 3     |
| 6    | Bulgarie             | 2  | 0      | 0      | 2     |
| 7    | Espagne              | 1  | 3      | 0      | 4     |
| 8    | États-Unis           | 1  | 2      | 2      | 5     |
| 9    | Italie               | 1  | 2      | 1      | 4     |
| 10   | Roumanie             | 1  | 1      | 1      | 3     |
| 11   | Suède                | 1  | 1      | 0      | 2     |
|      | Hongrie              | 1  | 1      | 0      | 2     |
| 13   | Australie            | 1  | 0      | 1      | 2     |
| 14   | Pays-Bas             | 1  | 0      | 0      | 1     |
|      | Portugal             | 1  | 0      | 0      | 1     |
| 16   | Royaume-Uni          | 0  | 4      | 2      | 6     |
| 17   | Cuba                 | 0  | 2      | 2      | 4     |
| 18   | Belgique             | 0  | 1      | 1      | 2     |
| 19   | Chine                | 0  | 1      | 0      | 1     |
| 20   | Brésil               | 0  | 0      | 1      | 1     |
|      | Algérie              | 0  | 0      | 1      | 1     |
|      | Kenya                | 0  | 0      | 1      | 1     |
|      | Pologne              | 0  | 0      | 1      | 1     |
|      | Nouvelle-Zélande     | 0  | 0      | 1      | 1     |